# Нгозі (комуна)
Нгозі  — одна з комун провінції Нгозі, на півночі Бурунді. Центр — однойменне містечко Нгозі.